# Vogrszki-vendiski rêcsnik
Vogrszki-vendiski rêcsnik (Madžarsko-vendski/prekmurski slovar, madžarsko Magyar-vend szótár) je slovar prekmurskoslovenščine Janoša Flisarja in prvi popolni prekmurski slovar. Prvi slovar prekmurščine je bil ABC kni'zicza Mikloša Küzmiča. Flisar ga je izdal leta 1922 v Budimpešti, napisal pa ga je več let prej. Jezik slovarja sloni na zgornjem in srednjem goričkem narečju, na ravenskem in vzhodno-ravenskem narečju (soboško narečje).
Slovarske razlage in predgovor je Flisar napisal le v madžarščini.

## Nastanek slovarja
Slovar je izdal Viktor Hornyánszky. Ima 171 strani. Drugo izdajo (180 strani) je tiskala založba Atheneum v Budimpešti (Magyar-vend szótár. Vogrszki-vendiski (vogrszki-szlovénszki, sztári szlovénszki) rêcsnik. Irta Fliszar Janos. 2. atd. kiad. Budapest, Kokai Lajos 1942.) pri Lajosu Kókaiju. Zadnja izdaja je Vendiski-vogrszki rêcsnik) iz leta 1943, ima 191 strani. 

### Vsebina
Flisar v predgovoru napiše, da je njegov slovar samo iz osebnega užitka napisal in ne z odločnim ciljem. Veliki slovar je ostal v rokopisu, ki je štirikrat večji kot tiskani slovar. Flisar je v malem slovarju tiste besede izbiral, katere še prekmurski pogovrni jezik govori, zato ignoriral zapletene terminološke besede.
Flisar v njegovem slovarju prizadeva si označevati naglas. Napiše, da samoglasnike, ki označujejo dvoglasnike (ê, ô), z ene strani zaradi tradicije, z druge strani pa zato uporabi, ker mnogo samoglasnikov in soglasnikov privarčuje. Dolgi í označuje íj dvoglasnik, ki je v porabskem narečju éj. Flisar opusti stara â, û dvoglasnika, ker to sta redka v prekmurščini. Prekmurščina značilno nima polglasnikov, ampak Flisar vendarle piše polglasniške besede (szmrt, krt, prt, brszacsa) ker stari pisatelji so iz knjižne slovenščine vzeli način pisanja. Ta način so uporabili tudi pri tistih besedah, kjer je končnica v prekmurskem govoru eu, eo, ali ao, au. Namesto dvoglasniških končnic so pisali l končnico. Flisar prav tako dela, ampak v oklepaju napiše pogovorno obliko (angyeo, angyel; prijáteo, prijátel).
Flisar pripomni, da je imel veliko težav z glasi j, dj, g, ker narečja drugače in drugače govorijo. Napr. jarek v prekmurščini je lahko gárek, djárek. Augustič je po slovenskem standardu pisal samo j, ampak Flisar je dj (gy) volil.

## Drugi slovarji o prekmurščini
1988 je Vilko Novak sestavil Slovar stare knjižne prekmurščine, iz šestindvajsetih knjižnih del dvanajstih pisateljev. Franc Novak pa je 1985 napisal Slovar beltinskega prekmurskega govora, Francek Mukič je Porabsko-knjižnoslovensko-madžarski slovar napisal 2005, eden gorički slovar pa je ostal v rokopisu. Največ prekmurskih narečij za zdaj je neobravnavno.

## Primeri
| Primer gesla |
| --- |
| hol : gyé, gde hold : 1. mêsec 2. plüg zemlé; -as : mêszecsni; -fogyatkozás : potemnyene, mraknyene mêszeca; -fogyta : sztarics; -foltok : mêszeca krpe; -tölte : pún mêszec ; új- : mlád h ; új -kor : za mladá holló : kovran h , kávka n . holnap : vütro; -reggel : vgojdno, zránye; i : ütrásnyi, zrányi ; -után : poütri. |

## Prekrácsenya(Krajšanja)
h: hímnemű, moskoga szpôla;

n: nőnemű zsénszkoga szpôla;

s: semleges, neutrálnoga szpôla;

mn: melléknév, kaksoszti rêcs;

t: csak többes (pluralia tantum) szamo vecsnoszt;

l: lásd, pogledni;

á. é.: átvitt értelemben, v premênyenom razmênyi.